# Liou Chaj-su
Liou Chaj-su (刘海粟, pchin-jinem Liú Hǎisù, 16. března 1896 – 7. srpna 1994 Šanghaj) byl čínský malíř a výtvarný pedagog.
Studoval v Šanghaji, kde se seznámil se západní malbou, kterou pak ve svém díle propojoval s čínskými vlivy. V Šanghaji později spoluzakládal tamní uměleckou akademii, kde byl pak i profesorem. Některé jeho inovace, inspirované Západem, zejména malování aktů podle nahých modelů, vyvolaly kontroverze a vynesly mu označení „zrádce“ čínské tradice. V letech 1927 až 1937 byl nucen odejít do exilu do Japonska.